# Фоче (Л'Аквила)
Фоче (итал. Foce) је насеље у Италији у округу Л'Аквила, региону Абруцо.
Према процени из 2011. у насељу је живело 220 становника. Насеље се налази на надморској висини од 808 м.